# Релігія в Криму
В Автономній Республіці Крим зареєстровано 1362 релігійні організації. Діє більше 1330 релігійних громад, 9 духовних навчальних закладів. 690 культових будівель знаходиться в користуванні або власності релігійних організацій. З 1991 року було побудовано 166 культових будівель, у тому числі 80 мечетей.
До традиційних конфесій Криму відносять іслам, християнство. 

## Християнство

### Православ'я
Перші християни в Херсонесі і на Боспорі з’явилися на початку нашої ери.
У літописі «Повість минулих літ» описано подорож Андрія Первозванного українськими землями. У Криму він відвідав Боспор, Феодосію, Сугдею, Херсонес.
Констянтин І Великий 313 р. надав християнству статус державної релігії Римської імперії. У цей період Риму належали колишні грецькі поселення Боспорського царства і Херсонес. Решту території Криму захопило в III ст. плем’я готів. Християнські місіонери вели серед готів доволі успішну місіонерську діяльність. Після легалізації християнства на території Криму виникли три єпархії - Боспорська (з центром у Пантікапеї, сучасне м. Керч), Херсонеська і Готська. Наприкінці IV ст. після розпаду імперії на Західну і Східну, Крим опинився у сфері інтересів Константинополя.

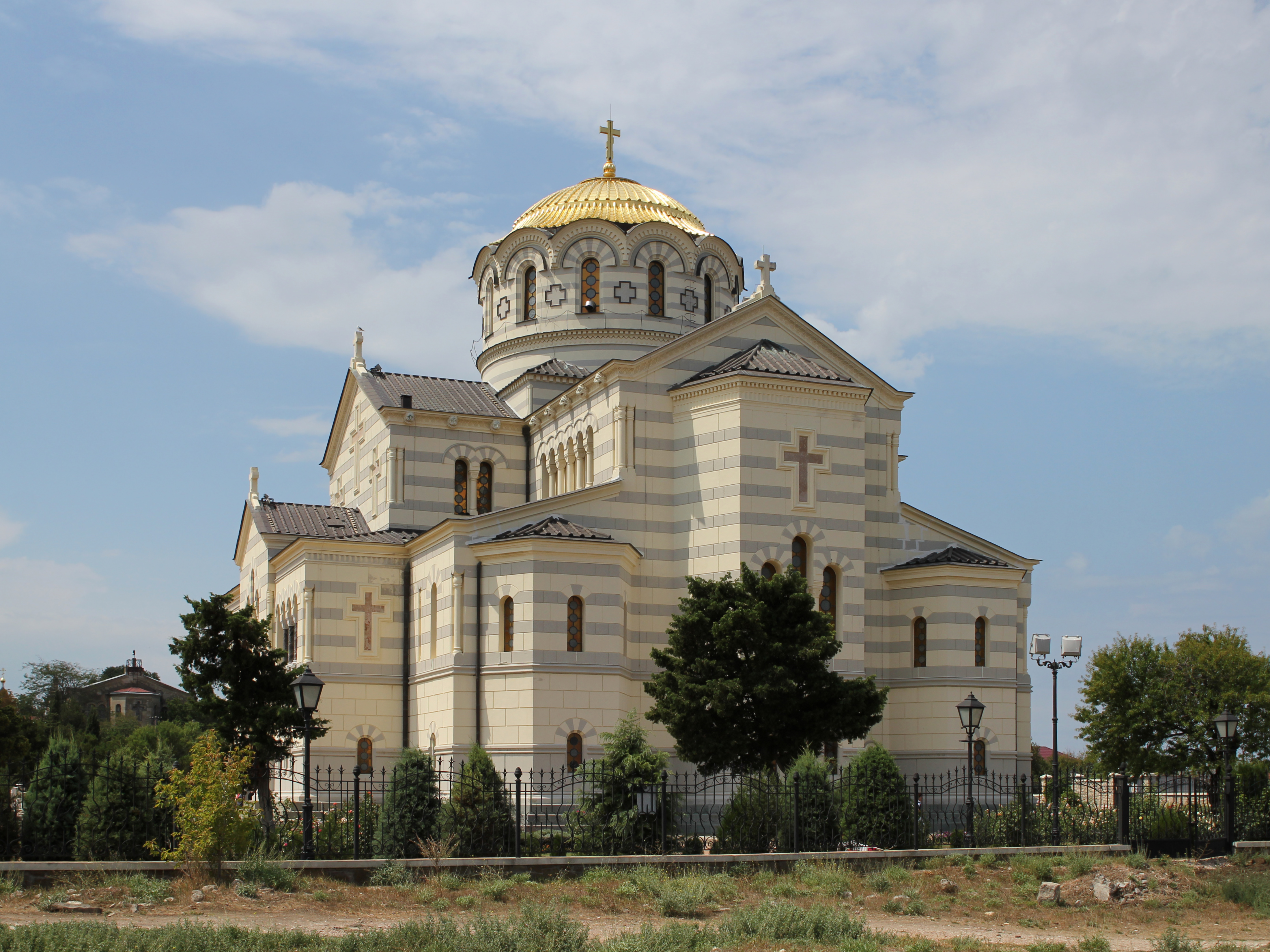
Володимирський собор у Херсонесі

У Херсонесі 988 року християнство прийняв князь київський Володимир Святославич. Згодом князь охрестив Київську Русь.  
В даний час на території Криму діють єпархії Православної церкви України і Української православної церкви. 

### Католицька церква
У великих містах Криму є громади Католицької церкви. 

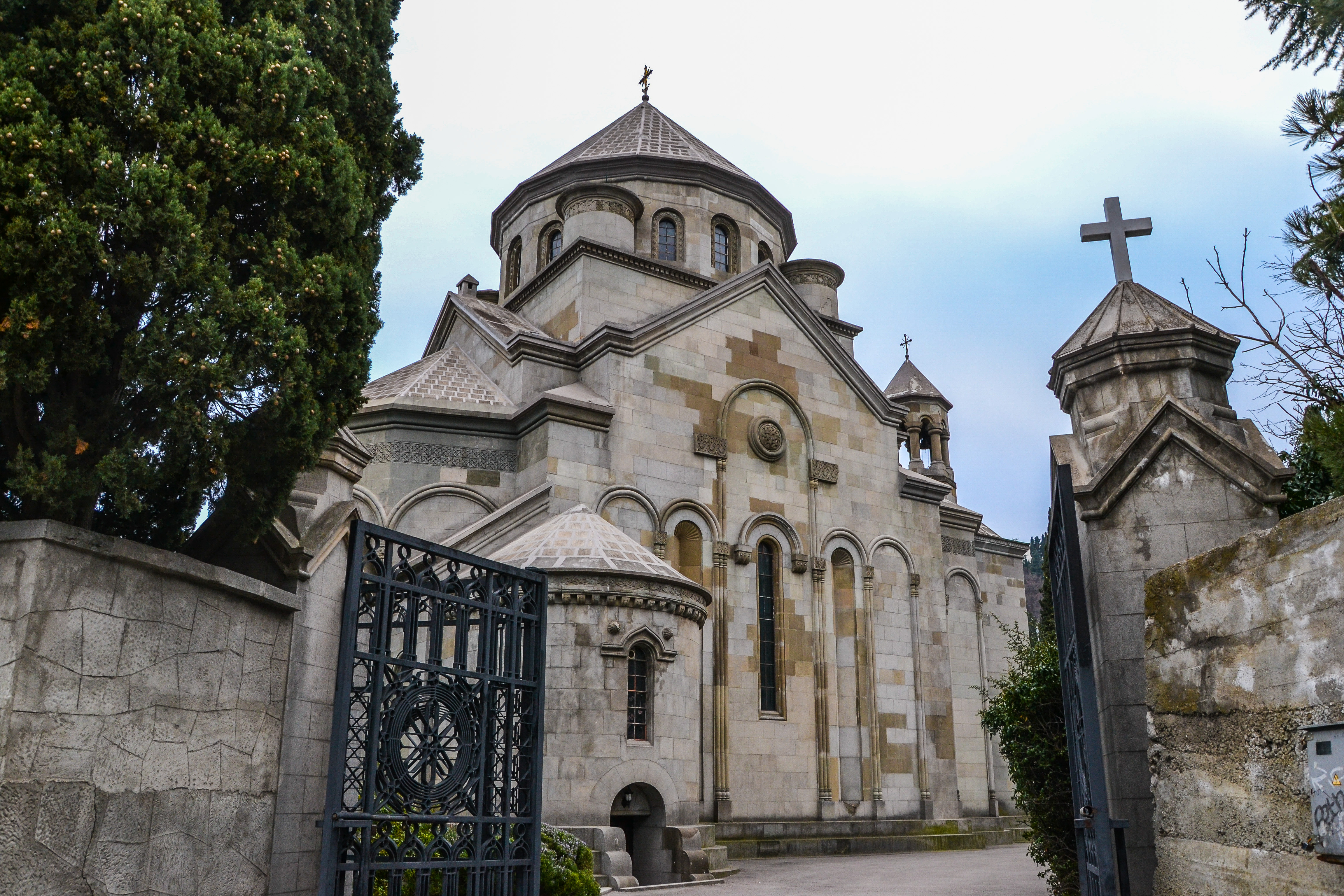
Вірменська церква у Ялті

### Вірменська апостольська церква
У деяких містах Криму діють общини Української єпархії Вірменської апостольської церкви. У Ялті, Феодосії та Євпаторії є вірменські традиційні християнські пам'ятки – хачкар.

### Протестантизм
У великих містах Криму є громади Церкви баптистів, Церкви адвентистів Сьомого дня.

### Свідки Єгови
У Криму й Севастополі діяли 22 зареєстровані місцеві релігійні організації Свідків Єгови і приблизно сотня релігійних груп, які об'єднують приблизно 7000 вірян. 

## Іслам
Згадки про появу ісламу в Криму з’являються ледь не від часів життя пророка Мухаммеда, про що пишуть деякі літописці. Наразі відомо, що мусульманські купці та проповідники з Середньої Азії та Ірану потрапили на півострів з VIII століття, перебуваючи там до XII століття.

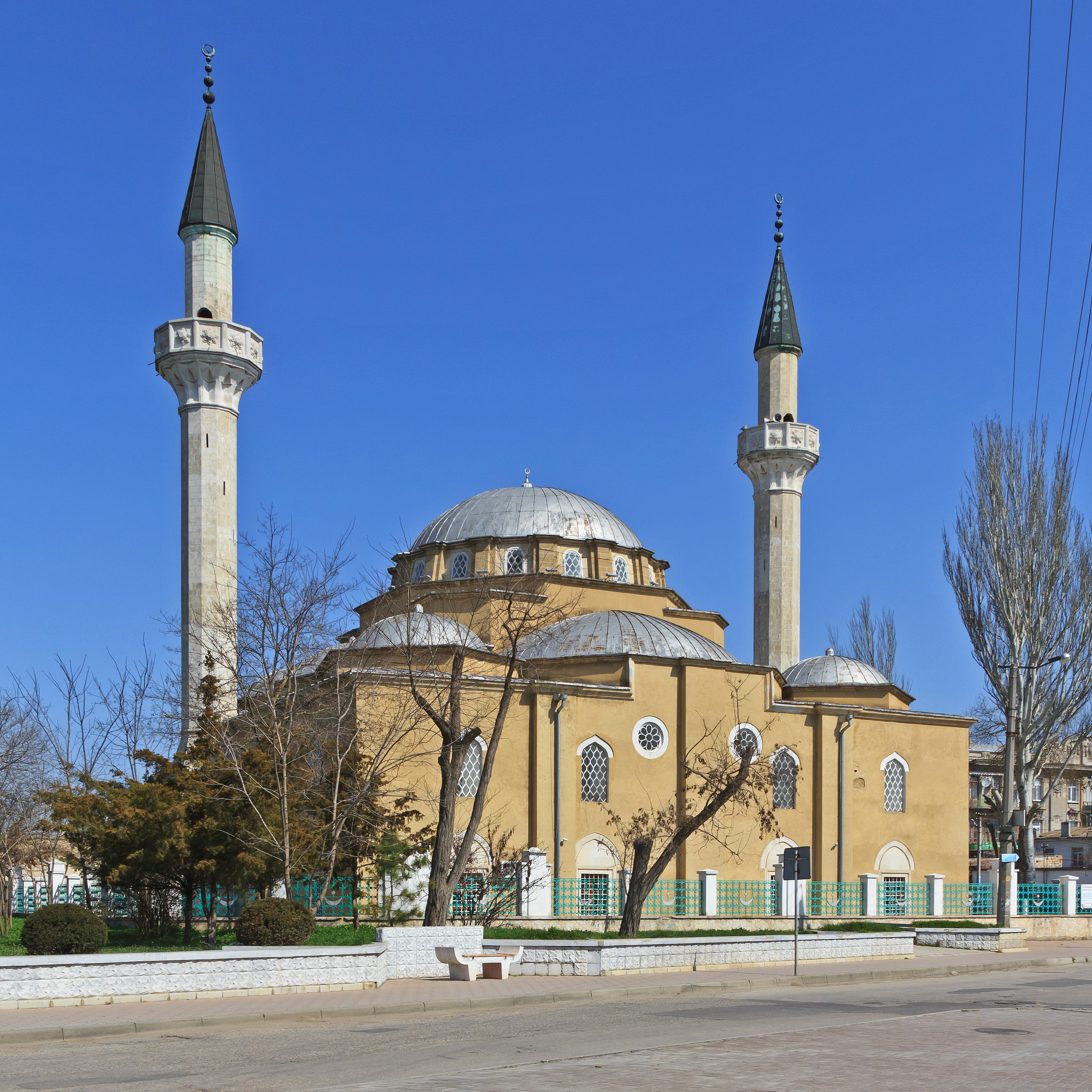
Джума-Джамі, Євпаторія

У період Кримського ханства (1443-1783 р.) іслам був державною релігією, що виконувала дуже важливу для кримських татар націотворчу функцію. Становлячи основу державності, іслам регулював на півострові практично всі сторони життя суспільства: освіту, побут, судову справу. Саме на цей період припав розквіт ісламської культури на півострові й будівництва мусульманських культових споруд, число яких, згідно наявних джерел, на півострові досягало 1700 мечетей. 
Анексія Кримського ханства Російською імперією сприяла масовій еміграції кримських татар і значному скороченню числа мусульманських приходів і духовних осіб.
У цілому кількість мечетей у Криму скоротилася вдвічі, а священнослужителів майже в п'ять разів. Відповідно до перепису 1897 р., мусульманське населення Криму становило другу за чисельністю (після православних) групу, 13,2%. Уже в роки «культурної революції» і сталінських репресій багато мечетей були знищені, після депортації кримських татар практично всі мусульманські культові установи були закриті.
Протягом майже 50-річного терміну перебування в місцях заслання, в умовах тоталітарного атеїстичного режиму, відбувся значний відрив кримськотатарського народу від своїх релігійних коренів, у результаті релігійність збереглася практично на рівні традицій і побутових обрядів. 
Період німецької окупації Криму став неоднозначним для кримських татар. Саме в цей час були знову відкриті 50 мечетей, створені мусульманські комітети для посилення роботи, газети та журнали, театри тощо. 
Результатом такого історичного повороту стала тотальна депортація кримських татар 18 травня 1944 року. В той час на півострові посилився тиск політики атеїзму, а рівень народної релігії перебував на рівні ритуалів.
Мусульманське населення у сучасному Криму представлено переважно кримськими татарами та деякими іншими народами, що сповідують іслам: татарами, узбеками, турками, таджиками, кримськими ромами, народами Північного Кавказу. Сьогодні кількість мусульман в Криму складає близько 17%.
На сучасному етапі національного відродження кримськотатарського народу, що повертається з місць депортації на свою історичну батьківщину, особливо актуальним постало питання відродження релігії, вивчення історії. 
З 1990-х років в Криму починається відродження ісламу. Було зареєстровано Духовне управління мусульман Криму.
До окупації Криму у Сімферополі діяв Ісламський культурний центр (ВАГО «Альраїд»). За підтримки «Альраїд» збудовано мечеті у селах Охотникове, Красносільське.
Також серед мусульман Криму є салафіти, Аль-Ахбаш та ісламський рух Джамаат Табліг.

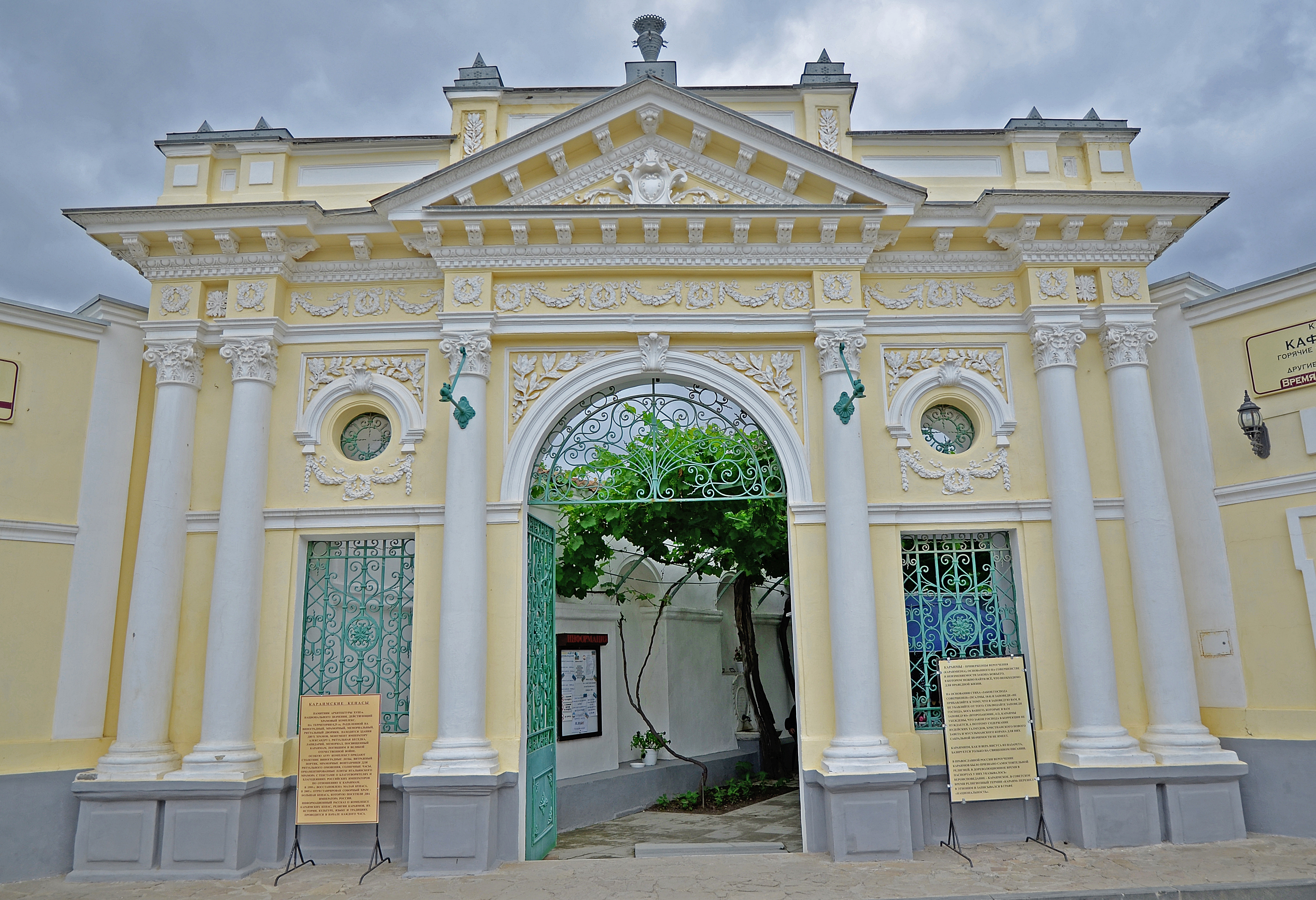
Євпаторійська кенаса

## Юдаїзм
Перші єврейські громади на теренах сучасної України виникають у II ст. до н.е. в Криму та північному Причорномор’ї.
Під впливом атеїстичної пропаганди перестали функціонувати майже всі синагоги. Сьогодні юдаїзм сповідує 1% населення Криму, що робить цю релігію малочисельною. 